# 豪尔沙尼
豪尔沙尼，是匈牙利包尔绍德-奥包乌伊-曾普伦州所辖的一个村。总面积36.53平方公里，总人口2019，人口密度55.3人/平方公里（2011年1月1日）。